# Desiderius Breitenstein
Desiderius Aloys Breitenstein OFM (* 18. Februar 1889 in Kallmerode als Aloys Breitenstein; † 20. Oktober 1950 in Fulda) war ein deutscher römisch-katholischer Theologe.

## Leben
Breitenstein trat 1908 in die Sächsische Provinz (Saxonia) des Franziskanerordens ein und erhielt den Ordensnamen Desiderius. Seine Ordensprofess legte er am 30. März 1912 ab. Nach dem Studium der Philosophie und Theologie wurde er am 26. März 1915 zum Priester geweiht und war als Lektor für Theologie in den Studienhäusern für den Ordensnachwuchs der Saxonia in Paderborn (bis 1930) und Dorsten (1930–1942) tätig. Ab 1942 war er Lektor am franziskanischen Studienhaus in Fulda, Lehrbeauftragter am Priesterseminar Fulda und Professor an der Philosophisch-Theologischen Hochschule Fulda, von wo aus er auch in Marburg lehrte. Daneben hatte er leitende Funktionen für das Bonifatiuswerk inne.
In seinen Schriften setzte er sich kritisch mit den Ideen des Nationalsozialismus auseinander.

## Schriften (Auswahl)
- Die sozialistische Erziehungsbewegung. Ihre geistigen Grundlagen und ihr Verhältnis zum Marxismus. 1930, OCLC 6072903.
- Das sozialistische Erziehungsideal. 1930, OCLC 80404466.
- Der Kultursozialismus. 1931, OCLC 493227008.
- Geist oder Blut? 1934, OCLC 247761182.
- Begegnung von Kirche und Welt. 1936, OCLC 45974935.
- Houston Stewart Chamberlain, ein Wegbereiter des rassischen Weltbildes. 1936, OCLC 72430841.
- Der Mensch in der sozialpolitischen Wende von heute. 1947, OCLC 174549579.
- Una caro. Zur Theologie der Ehe. 1947, OCLC 1068401803.
- Das Gesicht des Ostens. Der Marxismus jung und alt. 1947, OCLC 179879008.